# Nimrud
Nimrud ili Nimrod (hebrejski: נִמְרוֹדֿ, Nimrod, aramejski: ܢܡܪܘܕ, arapski: اَلنّمْرُود, an-Namrūd, turski: Nemrud) biblijski je lik koji je bio prvi velmoža na zemlji. Nimrud je Kušev sin. Zbog Jahvine volje bio je silan lovac. Glavna uporišta njegova kraljevstva bili su gradovi Babilon, Erek (Uruk), Akad i Kalne, od kojih su svi bili u zemlji Šinearu (Mezopotamiji).
Pokušaji povezivanja Nimruda sa stvarnim povijesnim osobama nisu uspjeli. Nimrud vjerojatno ne predstavlja nijednu osobu iz povijesti, a različiti su ga autori poistovjetili s nekoliko stvarnih i izmišljenih osoba iz mezopotamske antike, među kojima su mezopotamski bog Ninurta, sjećanje na akadske kraljeve Sargona Akađanina (2334. – 2284. pr. Kr.) i njegovog unuka Naram-Sina (2254. – 2218. pr. Kr.), i Tukulti-Ninurta I. (1243. – 1207. pr. Kr.)

## Vanjske poveznice
- Nimrud Hrvatska enciklopedija
- Nimrud, Proleksis enciklopedija
- Nimrod, The Jewish Encyclopedia